# Oenochroma phyllomorpha
Oenochroma phyllomorpha là một loài bướm đêm trong họ Geometridae.